# São Domingos do Araguaia
Pour les articles homonymes, voir São Domingos et Domingos (homonymie).
São Domingos do Araguaia est une municipalité brésilienne située dans l'État du Pará.